# Péteri, Pesta
Péteri  este un sat în districtul Monor, județul Pesta, Ungaria, având o populație de 2.201 locuitori (2011). 

## Demografie
Componența etnică a satului Péteri
     Maghiari (92,5%)
     Germani (3,18%)
     Slovaci (2,67%)
     Necunoscut (0,67%)
     Alții (0,98%)
Componența confesională a satului Péteri
     Luterani (19,35%)
     Romano-catolici (17,9%)
     Fără religie (14,36%)
     Reformați (9,18%)
     Atei (1,04%)
     Necunoscută (37,62%)
     Greco-catolici (0,55%)
     Alte religii (2,64%)
Conform recensământului din 2011, satul Péteri avea 2.201 locuitori. Din punct de vedere etnic, majoritatea locuitorilor (92,5%) erau maghiari, existând și minorități de germani (3,18%) și slovaci (2,67%). Apartenența etnică nu este cunoscută în cazul a 0,67% din locuitori. Nu există o religie majoritară, locuitorii fiind luterani (19,35%), romano-catolici (17,9%), persoane fără religie (14,36%), reformați (9,18%) și atei (1,04%). Pentru 37,62% din locuitori nu este cunoscută apartenența confesională.